# НХА в сезоне 1910
Сезон НХА 1910 — первый сезон в истории Национальной Хоккейной Ассоциации.

## Турнирное положение
Чемпионом стал клуб «Оттава Сенаторс».
- 2 место — «Монреаль Канадиэнс»
- 3 место — «Ренфью Кримери Кингз»
- 4 место — «Монреаль Уандерс»
- 5 место — «Квебек Буллдогс»

«Монреаль Шамрокс» был исключен из NHA.
В марте «Оттава Сенаторс» отстояла кубок Стэнли в матчах против чемпиона Профессиональной Хоккейной Лиги Онтарио (OPHL).